# نهایت‌گرایی نوین فرانسه
سینمای افراط‌گرایی نوین فرانسه (انگلیسی: New French Extremity) مجموعه‌ای از فیلم‌های فرانسوی ساخته‌شده در اواخر قرن بیست‌ویکم را توصیف می‌کند که افراطی یا متجاوزانه تلقی می‌شدند. ویژگی‌های فیلم‌های افراط‌گرای جدید فرانسوی، تصاویری گرافیکی از خشونت، به‌ویژه خشونت جنسی، و تصاویر صریح جنسی است.
فیلم‌های فرانسوا اوزون، گاسپار نوئه، کاترین بریا، برونو دومو و ژولیا دوکورنو و برخی از فیلم‌های کلر دنی، برتران بونلو، پاتریس شرو، لئوس کاراکس و کرالی‌ترین تی از آن‌جمله‌اند.

## ویژگی‌ها
ریشهٔ نهایت‌گرایی نوین فرانسه به سینمای هنری و سینمای وحشت می‌رسد و اگرچه هریک از فیلم‌های متعلق به این جریان مؤلفه‌های سبکی خاص خود را دارند، اما می‌توان گفت انحطاط جنسی، خشونت عریان و اختلالات روانی وجه اشتراک تماتیک آن‌هاست.